# Amira Kandil
Amira Ahmed Sayid Kandil (en arabe : أميرة أحمد سيد قنديل), née le 21 février 2003, est une pentathlonienne égyptienne.

## Carrière
Amira Kandil est médaillée de bronze en individuel et médaillée d'or par équipes aux Championnats d'Afrique de pentathlon moderne 2019 au Caire. Elle termine 29e des Jeux olympiques d'été de 2020 à Tokyo puis sacrée championne du monde des moins de 19 ans en 2021, en individuel et en relais.
Elle est médaillée d'or en relais avec Haydy Morsy aux Championnats du monde de pentathlon moderne 2022 à Alexandrie puis conserve ce titre lors des  championnats 2023 avec Malak Ismail.